# تل جمعه
تل جمعه (به عربی: تل جمعة) یک روستا در سوریه است که در حسکه واقع شده‌است. تل جمعه ۱٬۲۶۰ نفر جمعیت دارد.